# Monte Moran
Mount Moran (12 610 piedi (3 840 m)) è una montagna nel Grand Teton National Park situato nella parte Ovest del Wyoming, USA.

## Descrizione
Il monte prende il nome da Thomas Moran, un artista paesaggista della frontiera ovest Americana. Il Mount Moran domina la sezione nord del Teton Range che raggiunge i 6 000 piedi (1 800 m) sul lago Jackson. Sulla montagna esistono diversi ghiacciai come il Ghiacciaio Skillet pienamente visibile sulla faccia est monolitica. Come il Middle Teton nello stesso gruppo montuoso, il Moran presenta una distintiva inclusione di basalto nota come "Black Dike".

## Arrampicata
Il monte Moran è una montagna massiccia e impressionante che è una attrattiva per gli alpinisti. Comunque la difficoltà comparata dell'approccio alla salita la rende un'ascensione molto meno popolare di quella del Grand Teton e altri picchi più a sud. 
Nessun sentiero per il Monte Moran è stato manutenuto per oltre vent'anni e qualunque approccio via terra richiede di farsi largo attraverso la vegetazione, il sottobosco e le paludi, lungo il perimetro del lago Leigh. Invece la maggior parte degli alpinisti scelgono di arrivare in canoa dal lago String, attraverso il lago Leigh e poi prendono la strada verso le rispettive piste; ma anche questo può richiedere una certa ricerca dei sentieri via terra. Come risultato la maggioranza delle salite sul Monte Moran tende a richiedere vari giorni quando la porzione tecnica della salita è molto breve.

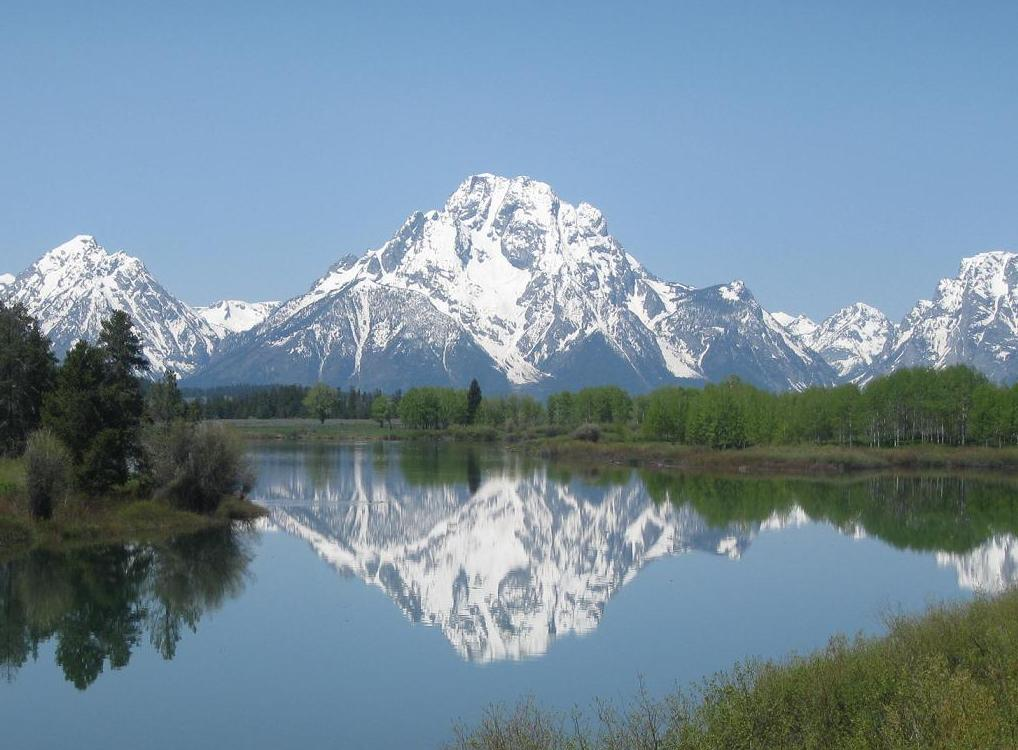
Mount Moran con lo Snake River davanti

La prima ascesa del monte Moran è stata fatta il 22 luglio del 1922 da LeGrand Hardy, Bennet McNulty e Ben C. Rich del Chicago Mountaineering Club lungo la via del Ghiacciaio Skillet. Il Ghiacciaio Skillet ancora fornisce quella che è forse la più facile e più diretta via per la vetta ed è valutata di grado 5.4. Come il nome implica la maggioranza della salita è su ripide zone innevate del Ghiacciaio Skillet e nella ascesa dovrebbero essere usati piccozza e ramponi. La via più popolare al monte Moran è la "via CMC" che prende il nome dal Chicago Mountaineering Club. La CMC è classificata 5.5 e si sale lungo la faccia est appena a sud del Black Dike. La CMC sale su buona roccia ed è essenzialmente libera da neve e ghiaccio. Ha anche il vantaggio di un buon campo in alto sul fianco della montagna.
La via Direct South Buttress , classificata 5.7 A3,è riconosciuta nello storico testo Fifty Classic Climbs of North America e considerata una via classica.

## Storia

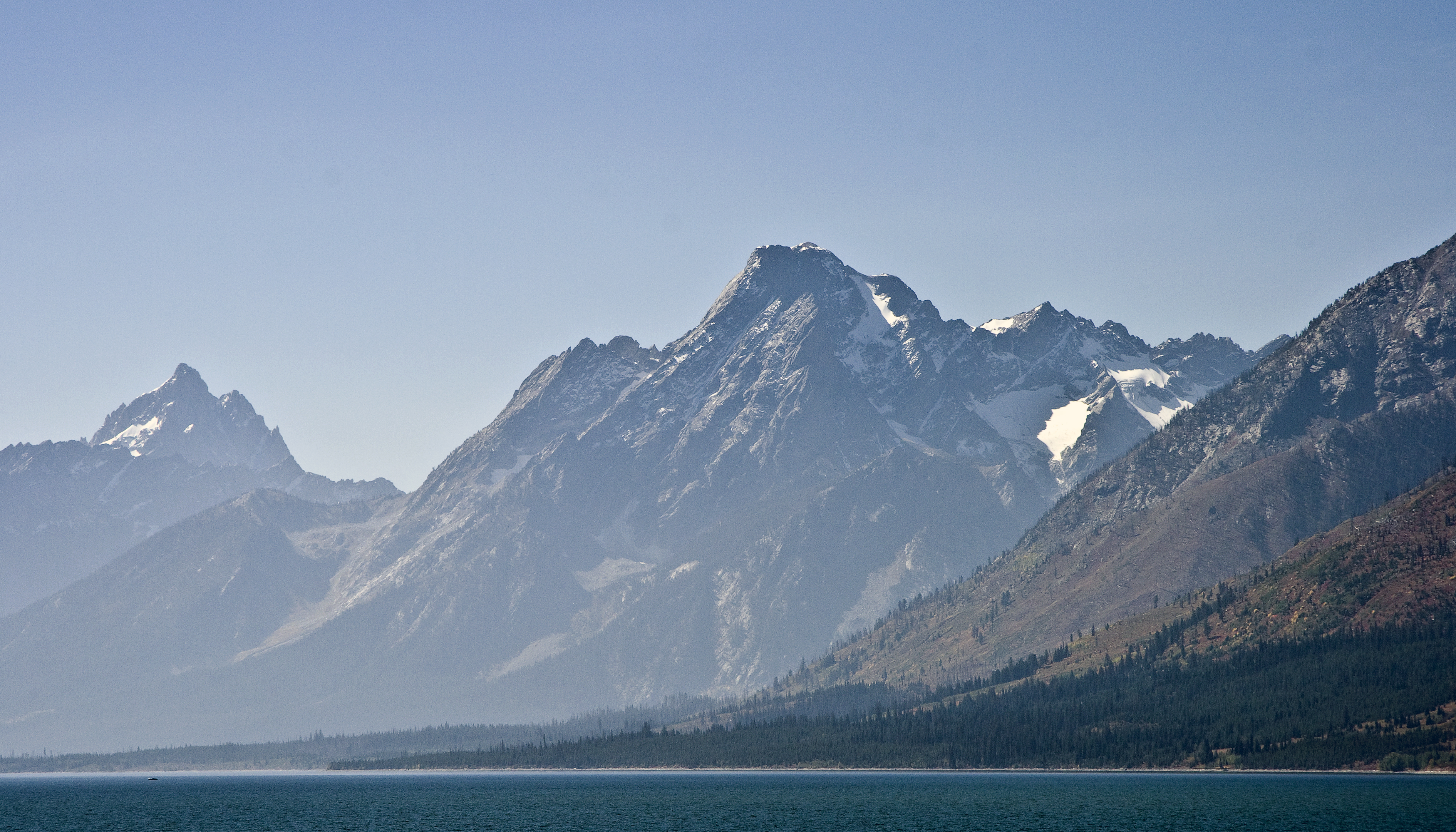
Il Monte Moran sorge improvvisamente sopra il lago Jackson. Il Grand Teton può essere visto sullo sfondo a sinistra

Il 21 Novembre del 1950 un aereo cargo C-47 posseduto dalla New Tribes Mission è precipitato sul monte Moran durante una tempesta uccidendo le 21 persone a bordo. Una missione di recupero organizzata da Paul Petzoldt trovò i rottami il 25 Novembre ma l'estrema difficoltà di raggiungere il luogo dell'impatto rese impossibile recuperare l'aereo e i corpi. I rottami rimangono sulla montagna a tutt'oggi, ma il servizio che si occupa del parco scoraggia l'ascesa diretta al sito.